# Cipura
Cipura  es un pequeño género de plantas bulbosas de la familia de las iridáceas, nativo de las regiones tropicales de América Central y América del Sur. Comprende al menos 9 especies. 

## Descripción
Son plantas perennes estacionales de 2 a 5 dm de altura (1 m en C. gigas). Las hojas basales son  estrechamente lanceoladas a lineares, plegadas; presenta una hoja caulinar, que llega a medir hasta  19 cm × 5 mm. Las flores son actinomorfas, usualmente blancas, rara vez de color azul pálido, en pedicelos menores a 5 mm. Los tépalos se hallan unidos basalmente por 1–2 mm, son desiguales: los externos ascendentes, espatulado-oblanceolados, con los márgenes inferiores enrollados hacia afuera, mientras que los tépalos internos son erectos a ascendentes, con el ápice ligeramente curvado hacia afuera. Es un género estrechamente relacionado con Cypella.

## Citología
El número cromosómico básico del género es X=7.

## Especies
- Cipura campanulata Ravenna, Revista Inst. Munic. Bot. 2: 51 (1964). México a Brasil.
- Cipura formosa Ravenna, Onira 1: 36 (1988). Brasil.
- Cipura gigas Celis, Goldblatt & Betancur, Novon 13: 420 (2003). Colombia a Venezuela.
- Cipura insularis Ravenna, Onira 1: 42 (1988). W. Cuba.
- Cipura paludosa Aubl., Hist. Pl. Guiane 1: 38 (1775). Mexico to Trop. América.
- Cipura paradisiaca Ravenna, Onira 1: 37 (1988). Brasil (Goiás).
- Cipura rupicola Goldblatt & Henrich, Ann. Missouri Bot. Gard. 74: 337 (1987). E. Colombia a S. Venezuela.
- Cipura xanthomelas Maxim. ex Klatt, Abh. Naturf. Ges. Halle 15: 362 (1882). Brasil. 
  - Cipura xanthomelas subsp. flavescens Ravenna, Onira 1: 40 (1988). Brasil (Goiás).
  - Cipura xanthomelas subsp. xanthomelas. Brasil.